# 高校数学の美しい物語
高校数学の美しい物語（こうこうすうがくのうつくしいものがたり）は難波博之が運営している数学の解説を行うウェブサイトである。同名の書籍の解説によると、月間150万ページビューをカウントしている。

## 歴史
- 2014年1月23日、東京大学工学部卒の20代男性である難波博之[3]が最初の記事「覚えておくと便利な三角比の値」をサイトに公開しインターネット上で人気になる。
- 2016年1月14日、SBクリエイティブから単行本『高校数学の美しい物語』が発行される。
- 2020年3月18日、SBクリエイティブから単行本『学校では絶対に教えてもらえない超ディープな算数の教科書』が発行される。
- 2021年3月7日、株式会社ベンドとの共同運営を開始し、サイトは学びTimesのカテゴリに移転される。